# Carl Trimpler
Carl Trimpler (* 24. August 1795 in Brucke bei Könnern; † 6. Juli 1860 in Alsleben (Saale); vollständiger Name: Johann Carl Friedrich Trimpler) war ein deutscher Binnenschifffahrts-Reeder.
Seine Pioniertat war die Gründung der „Schiffersocietät“, des heute ältesten Schiffervereins in Sachsen-Anhalt, der weit über die Landesgrenzen hinaus breite Popularität erlangte und sich zu einem der größten und mächtigsten Schiffervereine in Deutschland entwickelte.

## Leben

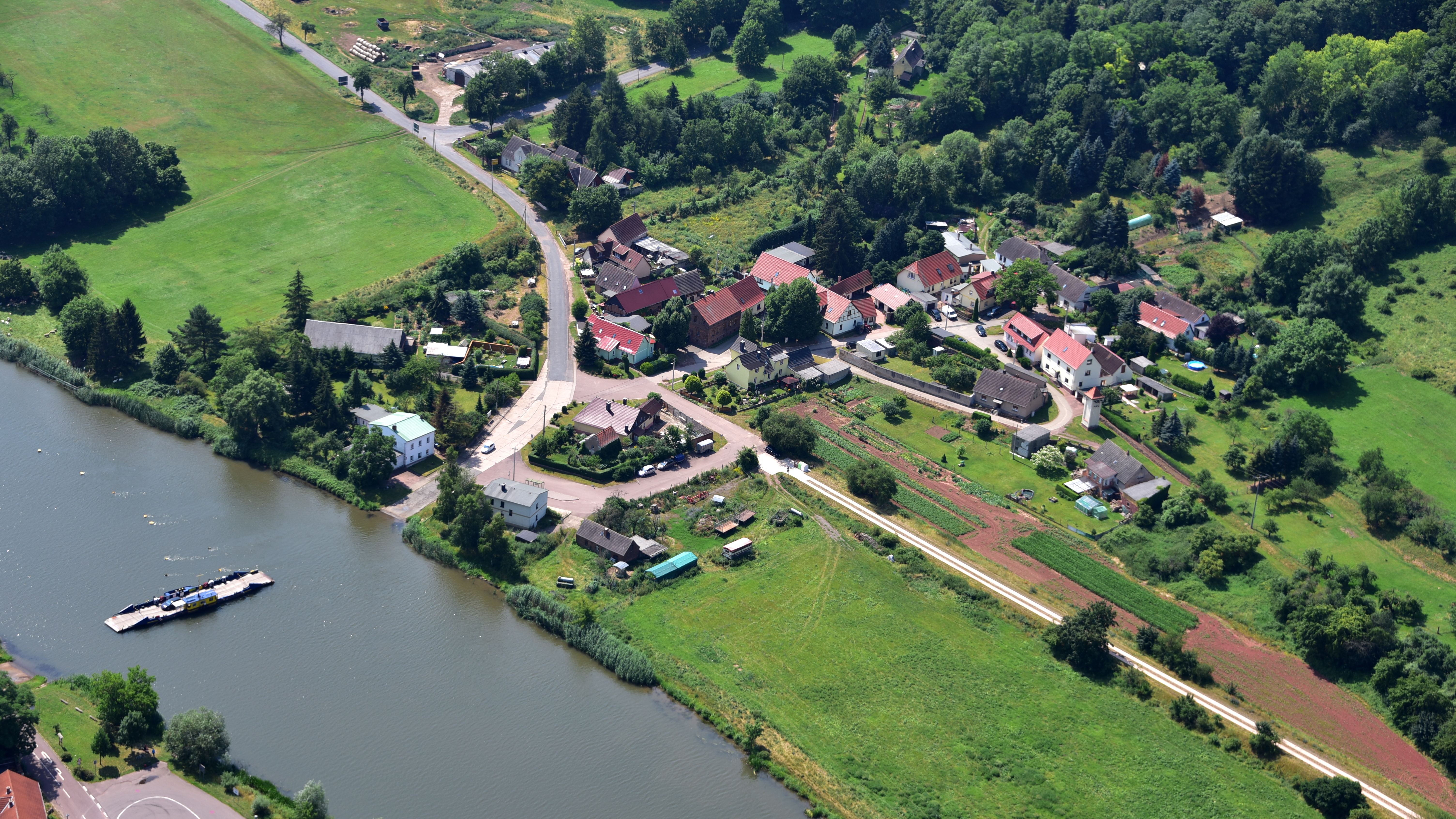
Trimpler wohnte als Kind und Jugendlicher in Brucke: Saalequerung als vom Vater betriebene Gierfähre (Luftaufnahme 2017)

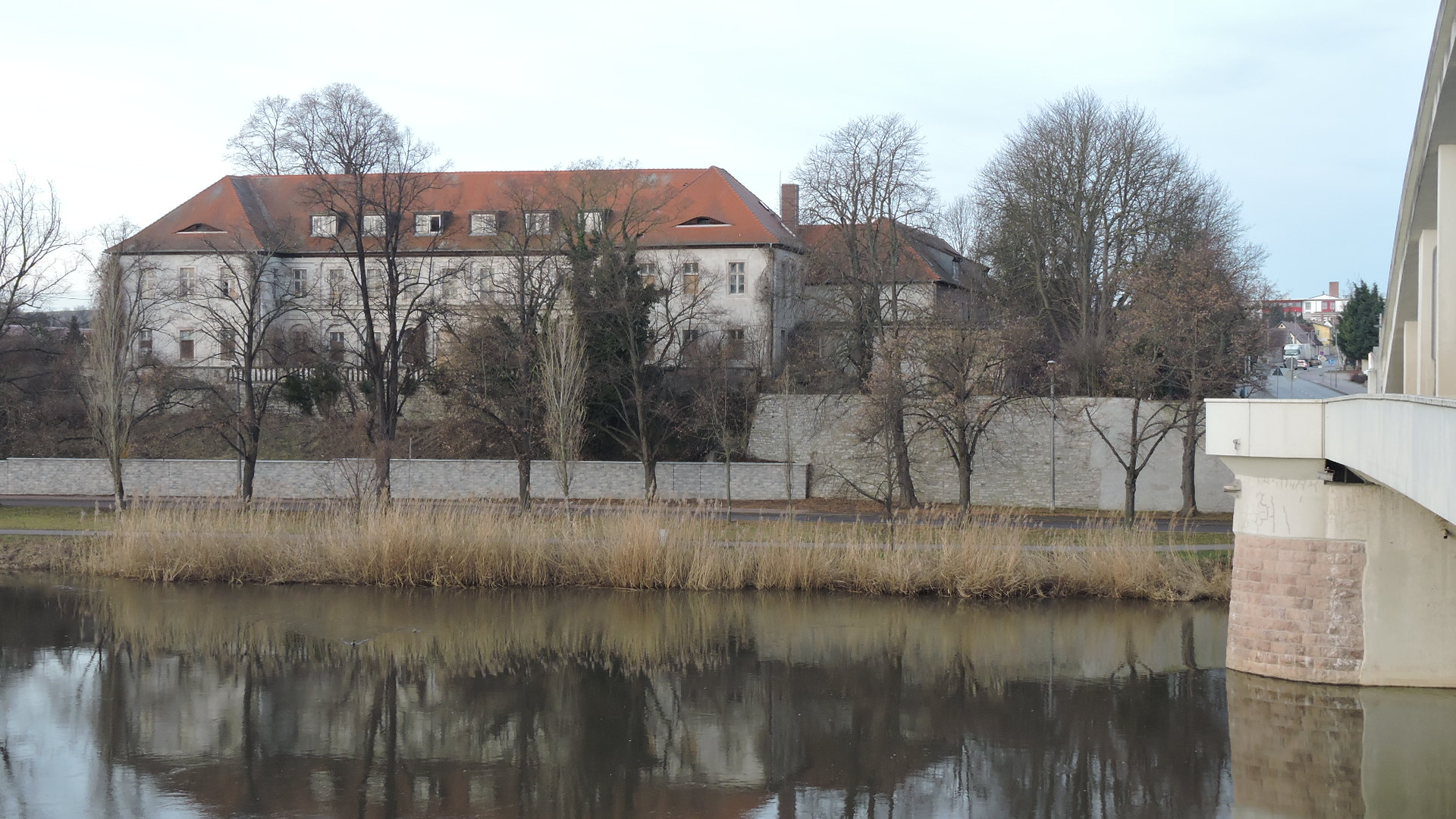
Trimpler lebte als Erwachsener in Alsleben: historisches Schloss von 1689; Saalequerung als Brücke (Foto 2017)

Carl Trimpler wurde in Brucke an der Saale geboren, einem heutigen Ortsteil von Zickeritz als Ortschaft der Stadt Könnern im Salzlandkreis. Sein Vater war der Schiffbaumeister und Fährpächter Johann Christoph Trimpler, seine Mutter war Regina Trimpler geb. Schreiber. Im Jahr 1818 heiratete Carl Trimpler Johanna Sophie Wilhelmine, eine Tochter des Maurermeisters Rehländer in Alsleben (Saale), und wurde hier – etwa 12 km von Brucke entfernt – ansässig. Er erwarb das Bürgerrecht, wohnte zunächst im Haus Burgstraße 6 und kaufte dann das Haus Markt 8, wobei er damals bereits als „Kahneigentümer“ bezeichnet wurde.
Trimpler war von 1829 bis 1859 Mitglied des Magistrats der Stadt Alsleben, seit 1836 als Erster Ratsmann.
Mit Beginn des 19. Jahrhunderts hatte die Saaleschifffahrt einen gewaltigen Aufschwung erlebt, und die Saale wurde nun zur sicheren Wasserstraße ausgebaut. Von Alsleben aus wirkten auch Organisationen zum Wohl der Saaleschifffahrt, der sich bald viele Schifferorte anschlossen. Führender Kopf der Bewegung war Carl Trimpler als Alslebener Schifffahrtsdirektor. Er gründete 1823 die Schiffahrts-Sozietät, 1829 die Schiffer-Hilfskasse als soziale Absicherung und übernahm 1848 für Alsleben die Kähne des preußischen Salzkontors und das Monopol der Salzverschiffung. Über 120 Kähne mit dem Heimathafen Alsleben befuhren die deutschen Binnenwasserstraßen. Aber auch der Schiffbau und viele Nebengewerke wie Schiffs- und Ankerschmieden, Seilereien, Segelmacher usw. waren durch die Initiative von Trimpler hier heimisch.
Trimpler hatte fünf Töchter, von denen drei schon in jungem Alter starben. Eine seiner Töchter heiratete den Getreidehändler Schulze, dem er sein Haus am Markt überließ, und er selbst kaufte das daneben liegende Haus Markt 6/7 und wohnte hier bis zu seinem Tod. Carl Trimpler starb an einem Leberleiden am 4. Juli 1860 und wurde unter großer Anteilnahme am 7. Juli auf dem Stadtfriedhof beigesetzt. Er hinterließ seine Frau und zwei erwachsene Töchter. Die nachfolgenden Generationen versäumten es jedoch, das Grab dieses für Alsleben und die Binnenschifffahrt so bedeutenden Mannes zu erhalten. Anlässlich der 1000-Jahr-Feier der Stadt Alsleben im Jahr 1936 wurde die Steinstraße hinter der Dorfkirche ihm zu Ehren in Carl-Trimpler-Straße umbenannt (heute: Karl-Trimpler-Straße).

## Wirken für Schiffervereine
Bereits 1823 wurde unter der Leitung von Trimpler eine Schiffer-Societät als Saaleschiffahrts-Verein in Alsleben gegründet. Er wurde 1824 der Wortführer und Direktor dieses Vereins. Die Vereinsarbeit war insbesondere auf das gemeinsame Auftreten der Saaleschiffer gerichtet, z. B. durch gemeinsame Inserate mehrerer Schiffseigner in der Magdeburger Zeitung mit Angeboten zum Frachtverkehr. Dieser älteste Schifferverein in Sachsen-Anhalt erlangte weit über die damaligen Provinzgrenzen hinaus breite Popularität und entwickelte sich zu einem der größten und mächtigsten Schiffervereine in Deutschland. Zur zweiten Neuwahl des Vorstands im Jahr 1827 waren bereits 213 Schiffseigner Mitglied. Carl Trimpler war bis zu seinem Tod der Direktor dieses Vereins, 1848 wurde er zum 25-jährigen Jubiläum mit einem silbernen Pokal geehrt.
Auf Bestreben des Vereins wurde im Jahr 1829 mit seiner Hilfe die Schifferhilfskasse zur Unterstützung kranker oder verunglückter Schiffsleute zu Stadt und Dorf Alsleben und Mukrena gegründet. Damit wurde es zum ersten Mal möglich, ein Krankengeld an die Versicherten zu zahlen. Durch den Zusammenschluss der Saaleschiffer mit einem „Societäts-Vertrag“ konnte Trimpler diese Selbsthilfe-Organisation ins Leben rufen, die seinerzeit einmalig in Deutschland war. Dieser Vertrag mit einer 18-jährigen Laufzeit von 1830 bis 1848 wurde von 44 Schiffseignern unterschrieben, Trimpler wurde Dirigent und übernahm die Leitung der Geschäfte. Er haftete zugleich mit seinem und dem Vermögen seiner Frau und stellte somit eine Hypotheken-Sicherheit für die Geschäfte der Societät dar. Da diese Kasse besonders am Anfang oftmals an Geldmangel litt, half Trimpler mit Zuschüssen aus eigener Tasche. Die Buchführung und das Kassenwesen übernahm er zusätzlich ohne Entgelt. Dieser Vertrag, der ebenfalls als seine herausragende Leistung anzusehen ist, wurde am 1. März 1830 in seinem Haus von 213 Mitgliedern unterzeichnet. Drei Jahre später hatte der Verein bereits 318 Mitglieder. Beaufsichtigung und Entscheidungen in Streitigkeiten hatten der Bürgermeister und Carl Trimpler.
Trimpler setzte sich 1842 für den Bau einer Schiffswerft in Alsleben ein, die zunächst von dem Schiffbaumeister Friedrich Samuel Zieb geleitet wurde. Dessen Vater war königlicher Schiffbaumeister in Berlin und hatte eine geborene Trimpler zur Frau. Als Zieb 1844 Pleite machte, übernahm Trimpler die Geldgeschäfte noch bis 1850. Carl Trimpler war außer als Schifffahrtsdirektor auch als Getreidehändler tätig. Ihm gelang mit dem Vertrag über einen Teil der königlichen Salztransporte eine bedeutende Hebung der Schifffahrt in Alsleben und damit eine deutliche Verbesserung des Lebensstandards in der Stadt. Es wurde für diese Zeit für Salz ein Frachtumsatz von etwa 450.000 Talern, ein Getreideumsatz von etwa 1 Million Taler und etwa 35.000 Taler für Zuckerrüben angegeben. 1849 waren in Alsleben etwa 120 Lastkähne (sog. „Frachtgefäße“) beheimatet, und der Ort stellte auch für fast sämtliche Saaleschiffe die Mannschaft.
1890 erfolgte die Gründung des Schiffervereins „Undine“, der bis heute besteht und im Jahr 2000 in Vereinigte Schiffervereine Alsleben und Umgebung Undine e. V. umbenannt wurde und alle sechs Schiffervereine von Alsleben und Umgebung vereint, somit der größte Schifferverein in Sachsen-Anhalt ist.